# Sousse

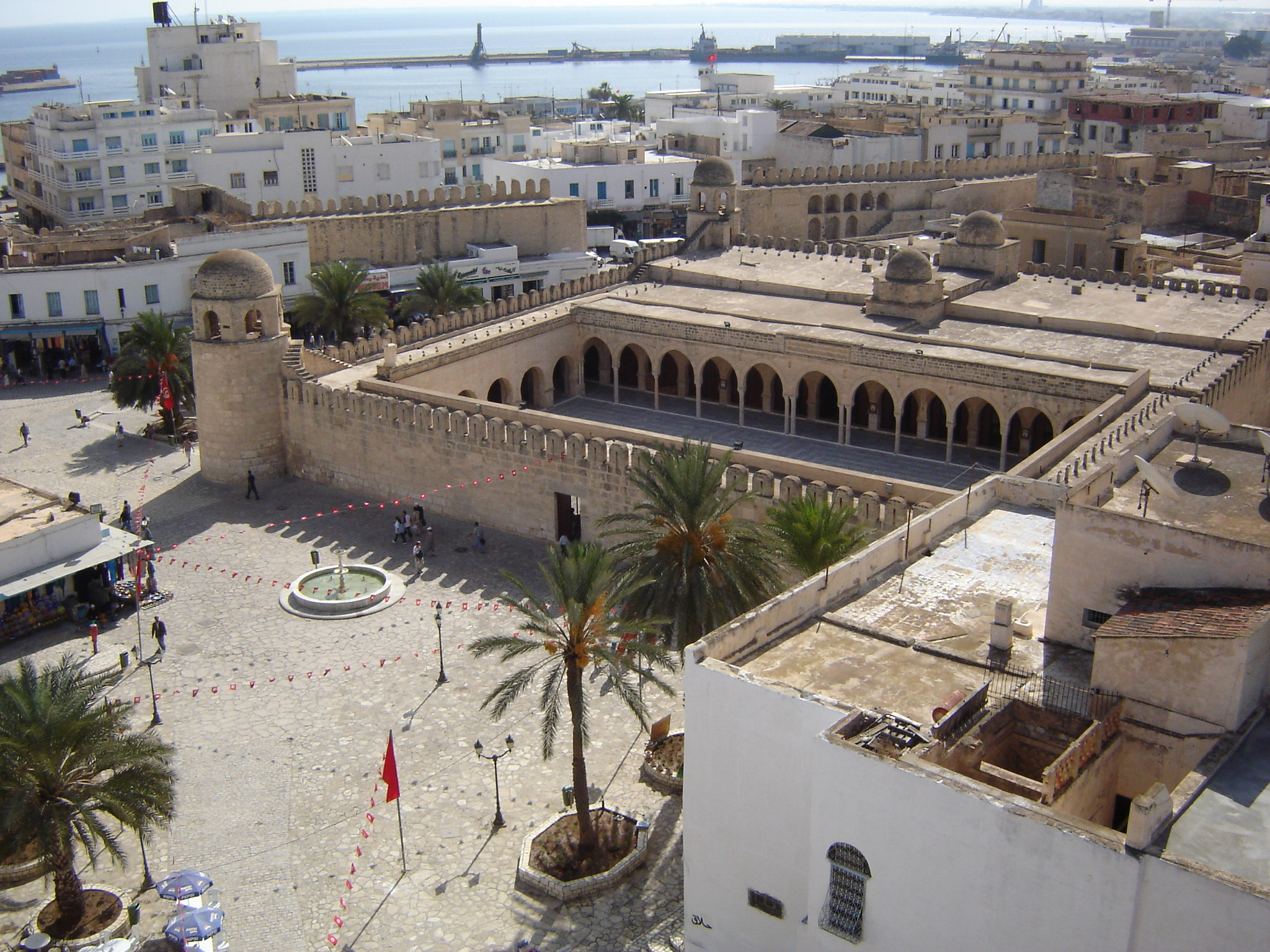
Stora moskén i Sousse.

Sousse (arabiska سوسة, Sūsa) är Tunisiens tredje största stad, belägen vid landets östkust, cirka 110 km sydost om Tunis. Den hade 221 530 invånare vid folkräkningen 2014.

## Stadsbild
Runt medinan (den gamla staden), där handel försiggår på traditionellt sätt, slingrar sig stadsmuren som byggdes på 1100-talet. Innanför muren ligger flera moskéer, bland annat den stora moskén från 851, och två fästningar, båda ursprungligen från 800-talet. Medinan blev 1988 ett världsarv. I stadens kasbah finns ett museum med bl.a. en samling romerska mosaiker.
El Kantaoui, med lite mindre än 2 000 invånare (2014) och med läge i förortskommunen Hammam Sousse (cirka 10 kilometer från centrala Sousse), har egen hamn. Där finns också en golfbana.

## Historia
Staden grundades av fenicierna som Hadrumetum omkring 900 f.Kr. Under romartiden var staden en stor exporthamn. Den kom senare under skiftande herradömen, och förstördes flera gånger.

## Näringsliv
Sousse är ett handels-, turism- och transportcentrum, och en viktig hamnstad. Här finns olivolje-, bomulls- och bilindustri.

## Idrott
Fotbollslaget Étoile Sportive du Sahel är från Sousse.

## Kända personer från Sousse
- Sleim Ammar, läkare och poet.

## Bildgalleri

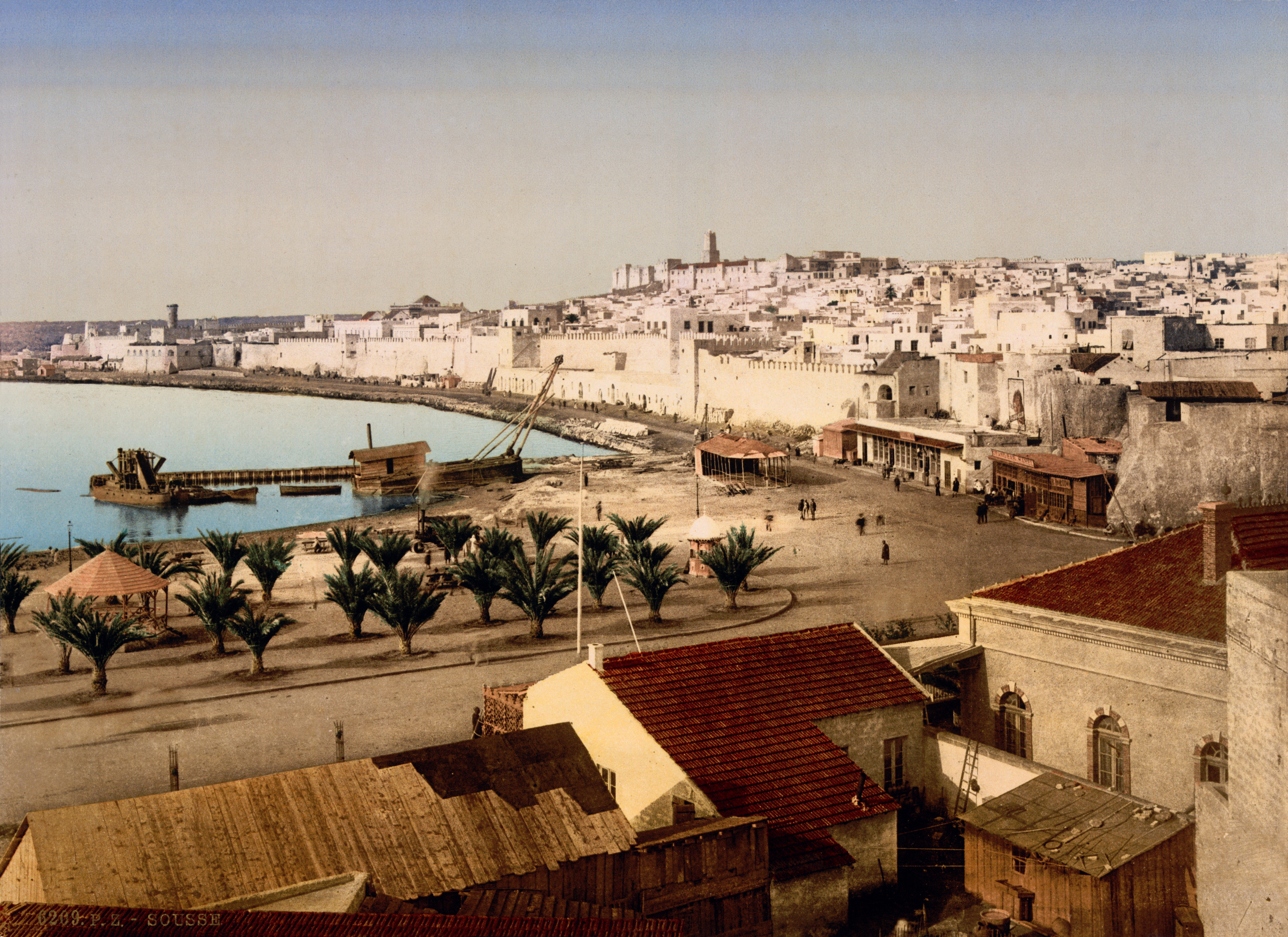
Sousse, omkring 1899
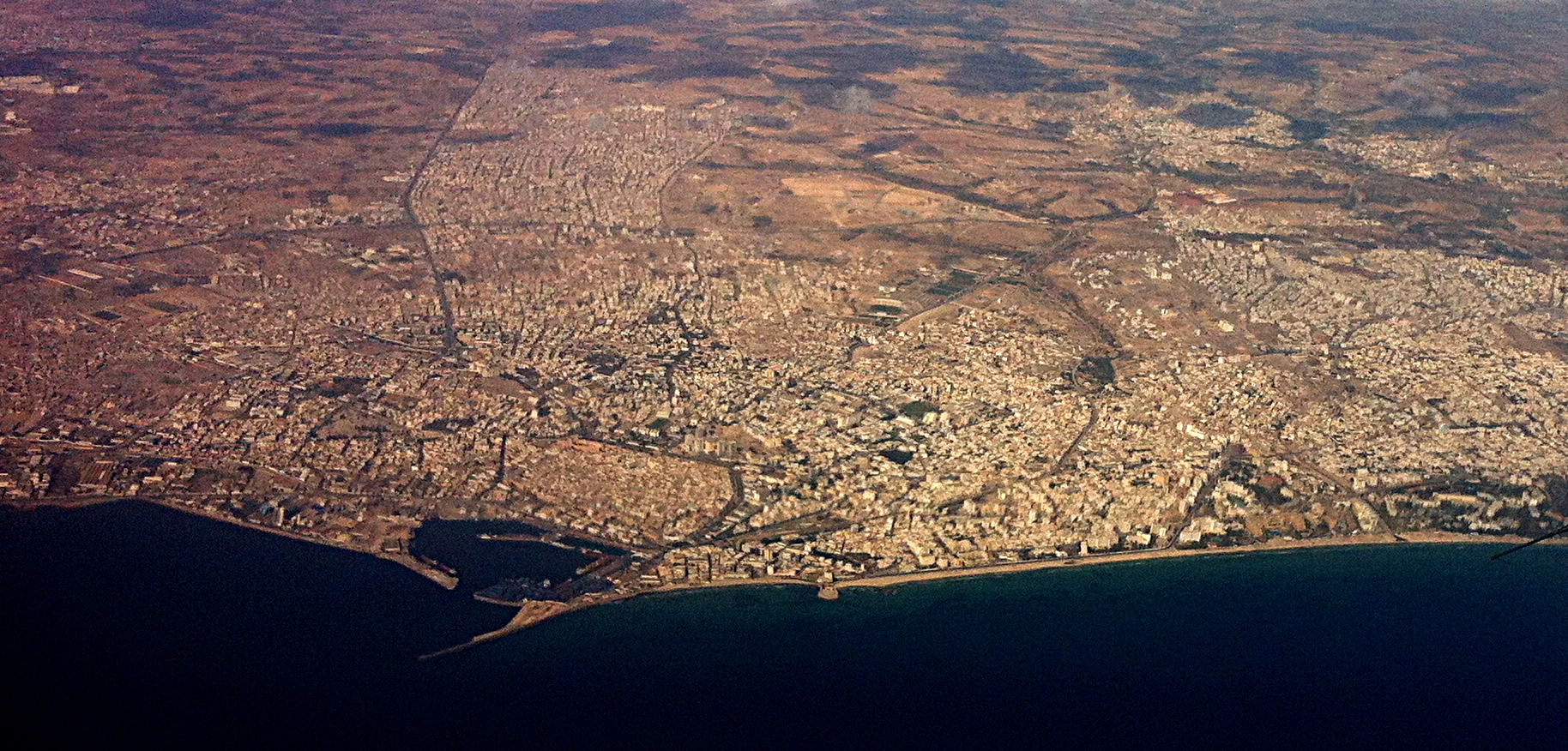
Sousse från luften
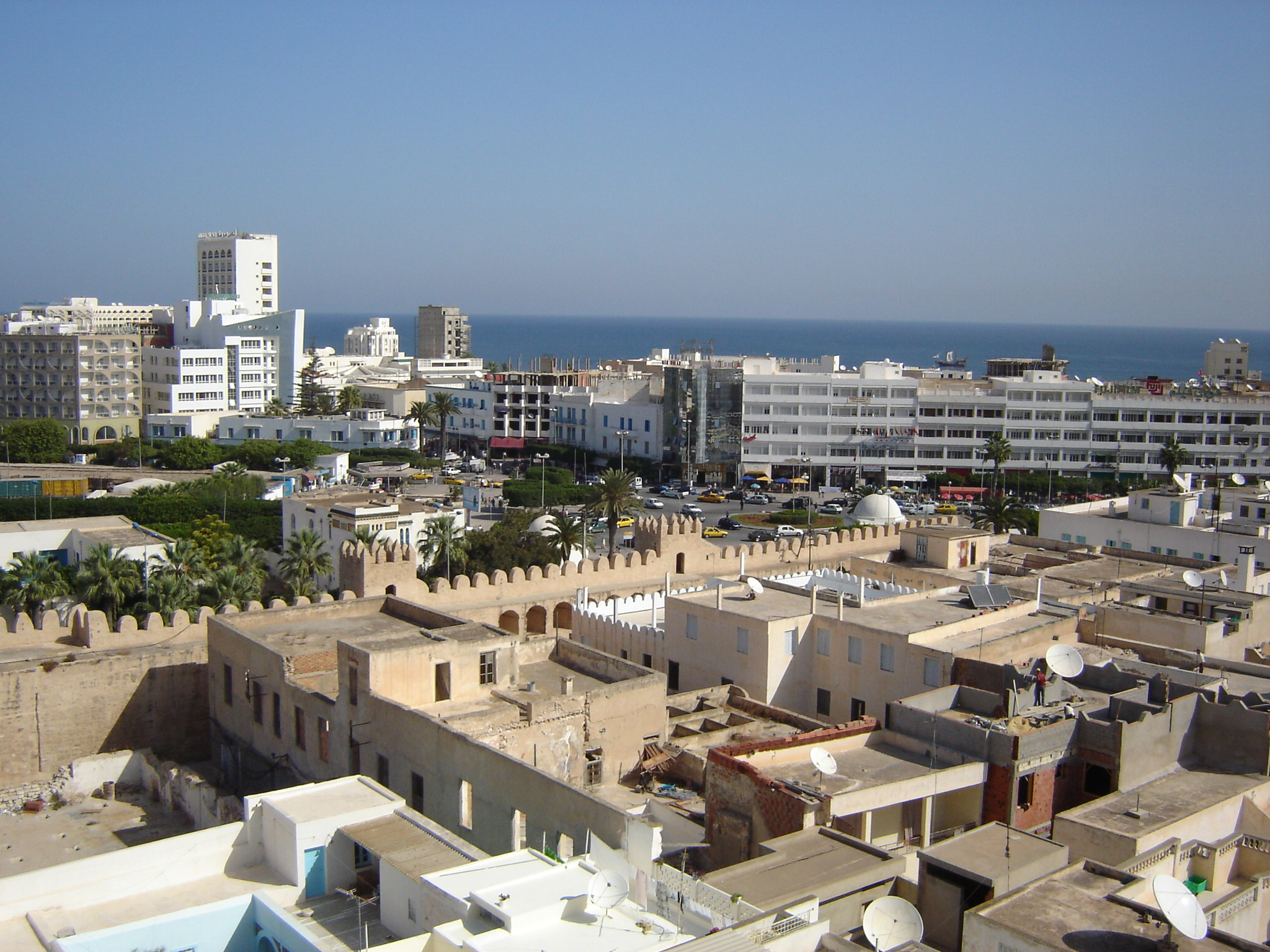
Medinan och den moderna staden
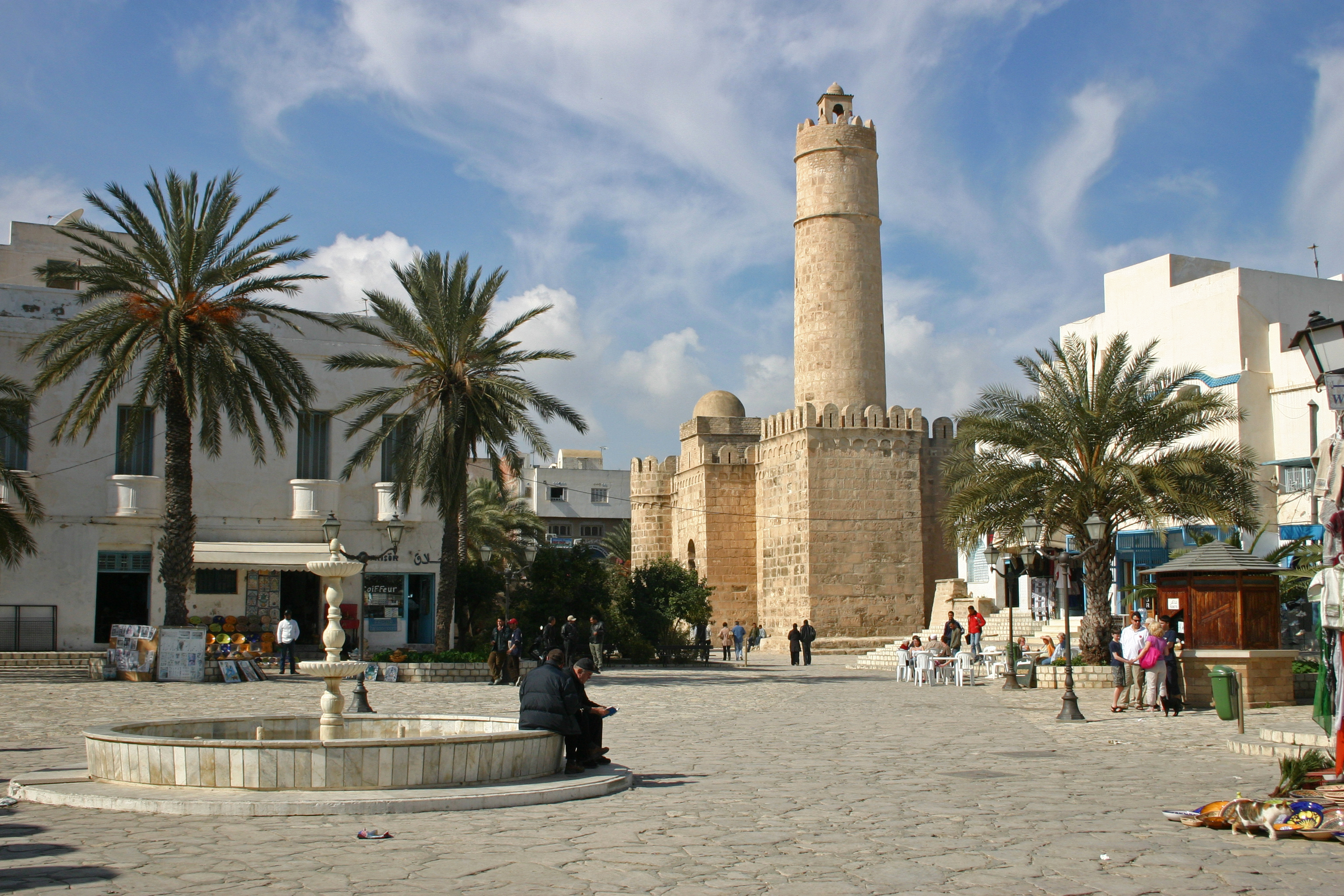
Fästningen Ribat i centrala Sousse